# Andrzej Gąsienica Daniel
Andrzej Gąsienica Daniel (ur. 13 marca 1932 w Zakopanem, zm. 31 sierpnia 1991 tamże) – polski narciarz, skoczek narciarski, olimpijczyk z Cortiny d’Ampezzo 1956. Syn Antoniny, z domu Karpiel Chrobak i Andrzeja Gąsienicy Daniela, były rekordzista Polski w długości skoku. Brat Heleny, Józefa, Marii i Franciszka. Brał udział w wyścigach motocyklowych. Mistrz Sportu.

## Kariera
Gąsienica Daniel początkowo uprawiał narciarstwo w klubie Wisła-Gwardia Zakopane. Podczas skoku prowadził szeroko narty, co przypominało obecny styl „V”. Jednym z jego osiągnięć było wówczas zdobycie Pucharu Karkonoszy.
W 1952 znalazł się w grupie sportowców, którzy mieli reprezentować Polskę na igrzyskach olimpijskich w Oslo, jako rezerwowy, ale z uwagi na kontuzję odniesioną na treningu nie wystąpił w zawodach. W 1955 zdobył złoty medal mistrzostw Polski, ex aequo z Antonim Wieczorkiem.
W 1956 zajął drugą pozycję w krajowych eliminacjach olimpijskich na Wielkiej Krokwi, za Romanem Gąsienicą-Sieczką. Na włoskiej olimpiadzie w pierwszej serii osiągnął 78 m i zajmował siódme miejsce. Podczas drugiej próby nie był skoncentrowany, spóźnił wybicie, wylądował na 74,5 m i spadł na 20. lokatę. W tym samym roku wziął jeszcze udział w próbie bicia rekordu Krokwi (wynosił on wówczas 88 m), którą zainicjował Stanisław Marusarz. Daniel wylądował na 92,5 m. W drugim skoku przeskoczył skocznię, osiągając 98 m, lecz podparł lądowanie. Rekordzistą, z rezultatem 93,5 m, został Gąsienica-Sieczka.
W 1957 polscy skoczkowie pojechali na zawody do Planicy. Konkurs w Jugosławii zwyciężył reprezentant NRD, Helmut Recknagel. Daniel ustanowił rekord Polski, skacząc 113,5 m. Zaraz potem pobił go Władysław Tajner. W jednym z kolejnych skoków, oddanym przy silnym wietrze, Daniel wylądował na głowie, doznając wstrząsu mózgu, pęknięcia obojczyka i wybicia barku. Rehabilitacja trwała pół roku.
W sezonie 1957/58 był trzeci w konkursie w Klingenthal. Na mistrzostwach Polski był 10. Wziął też udział w 6. Turnieju Czterech Skoczni, w którym uplasował się na 15. miejscu. Był też 4. w konkursie w Szczyrku, 2. w Davos, 3. w Zurychu, 7. w Harrachovie, a w Gstaad wygrał Puchar Marszałka Montgomerego, odbywający się w silnej, międzynarodowej obsadzie. Zajął też trzecie miejsce w Memoriale Bronisława Czecha i Heleny Marusarzówny. Mimo to, nie znalazł się w kadrze na mistrzostwa świata w Lahti. Na zakończenie sezonu wygrał konkurs w Planicy.
Wkrótce Daniel zmienił klub i przeniósł się do WKS Zakopane. Nie osiągał już wartościowych wyników, głównie ze względu na łatwo odnawiający się uraz barku i w 1961 zakończył karierę.
Mieszkał w Zakopanem na Krzeptówkach, miał córkę Barbarę. W latach 80. doznał jednostronnego paraliżu ciała. Często brakowało mu środków do życia. Zmarł w 1991, pochowany został na Nowym Cmentarzu (kwatera L-8-1).

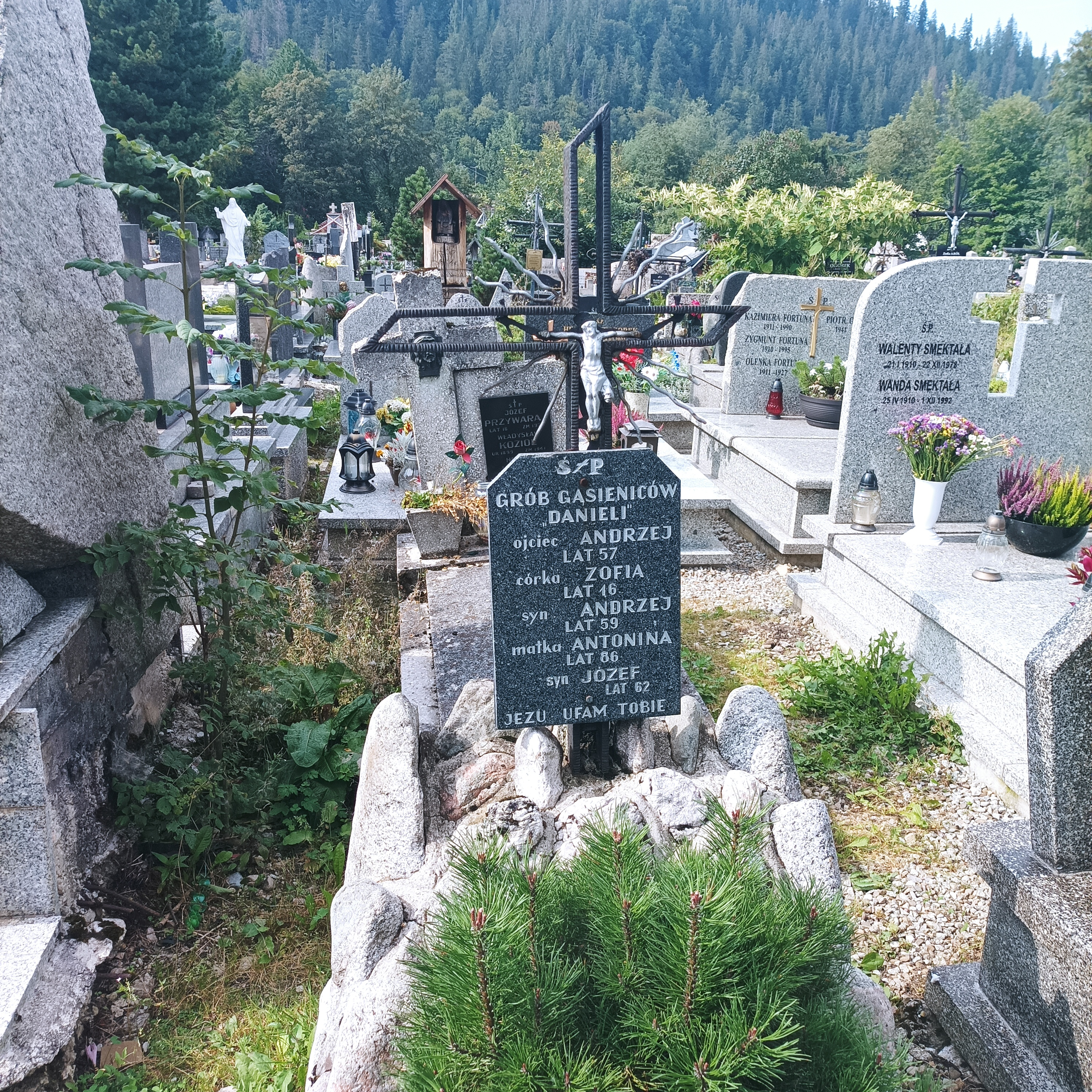
Grób Andrzeja i Józefa Gąsieniców Danielów na Nowym Cmentarzu w Zakopanem

## Osiągnięcia

### Igrzyska olimpijskie
| 1956 Cortina d’Ampezzo | – | 20. miejsce |

#### Starty A. Gąsienicy Daniela naigrzyskach olimpijskich
| Miejsce | Dzień    | Rok  | Miejscowość       | Skocznia   | Punkt K | Konkurs  | Skok 1 | Skok 2 | Nota      | Strata   | Zwycięzca       |
| ------- | -------- | ---- | ----------------- | ---------- | ------- | -------- | ------ | ------ | --------- | -------- | --------------- |
| 20.     | 5 lutego | 1956 | Cortina d’Ampezzo | Italia K90 | K-90    | indywid. | 78,0 m | 74,5 m | 198,5 pkt | 37,5 pkt | Antti Hyvärinen |

### Turniej Czterech Skoczni
| 4. Turniej Czterech Skoczni |                        |           |               |       |
| Oberstdorf                  | Garmisch-Partenkirchen | Innsbruck | Bischofshofen | klas. |
| -                           | -                      | 17        | -             | ?     |
| 6. Turniej Czterech Skoczni |                        |           |               |       |
| Oberstdorf                  | Garmisch-Partenkirchen | Innsbruck | Bischofshofen | klas. |
| 16                          | 24                     | 12        | 27            | 15    |

### Mistrzostwa Polski
- mistrz Polski: 1955[5]